# Den godhjärtade Jesus och Kristus bedragaren
Den godhjärtade Jesus och Kristus bedragaren (originaltitel: The Good Man Jesus and the Scoundrel Christ) är en historisk roman av Philip Pullman. Romanen återberättar historien om Jesus som två personer, "Jesus" och "Kristus", med olika personligheter.